# Steam Roller de Providence

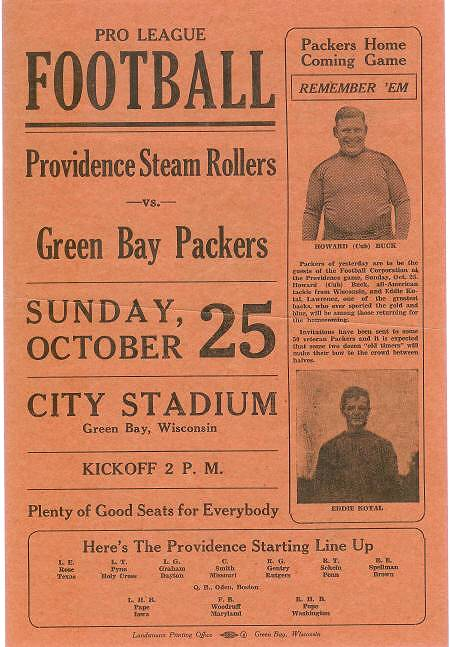
Programme d'un match du Steam Roller en 1931

Le Steam Roller de Providence (en anglais : Providence Steam Roller) était une franchise de la NFL (National Football League) basée à Providence.
Cette franchise NFL aujourd'hui disparue fut fondée en 1916 et fut championne de la NFL en 1928. La crise économique obligea la franchise à cesser ses activités en 1931. L'équipe est dissoute en 1933.

## Entraîneurs
- 1924 : Joe Braney
- 1925 : Archie Golembeski
- 1926 : Jim Laird
- 1927-1930 : Jimmy Conzelman
- 1931 : Eddie N. Robinson